# Mary Decker
Mary Teresa Slaney (née Decker; Bunnvale, 4 de agosto de 1958) é uma ex-atleta meio-fundista estadunidense.
Campeã mundial em Helsinque 1983 nas provas de 1500 m e 3000 m, deteve 17 recordes mundiais oficiais ou não em sua carreira.
Sofreu de síndrome compartimental que a tirou dos Jogos Olímpicos de Montreal 1976. Recuperada após cirurgia, venceu a prova dos 1500m nos Jogos Pan-americanos de San Juan 1979.

## Olimpíadas
Era favorita em suas provas nos Jogos Olímpicos de Los Angeles 1984. Nos 3000m colidiu com a rival sul-africana Zola Budd e desabou no gramado. Não conseguiu se reerguer, nem disputar posteriormente os 1500m.
Participou ainda dos Jogos de Seul 1988 sendo a porta-bandeira da delegação americana na abertura. Nas provas, porém, não obvete êxito. Não se classificou para Barcelona 1992

## Atlanta 1996 e polêmica
Conseguiu classificar-se para Atlanta 1996 nos 5000 m, mas viu-se envolvida em uma polêmica em seu exame anti-dopagem pré-olímpico. A coleta de urina apresentou uma razão de testosterona por epitestosterona (razão T/E) maior que o máximo permitido.
Decker e seus advogados argumentaram que a razão T/E seria duvidosa para mulheres, especialmente em mulheres com mais de trinta anos, ou que faziam uso de pílulas anti-concepcionais. Na pista, Mary não passaria das provas qualificatórias.
Em junho de 1997, foi banida das competições pela IAAF, mas a USATF - Federação de Atletismo Americana, a reintegrou. A IAAF levou o caso a arbitragem. E em abril de 1999 nova derrota para Decker que ainda perderia a vitória nos 1500m no Campeonato Mundial de Atletismo em Pista Coberta de 1997.
Foi casada com o maratonista Ron Tabb e desde 1985 é casada com Richard Slaney, ex-arremassador de disco, com quem teve uma filha.